# Brahhingas
Brahhingas eller Brahingas var en stammer eller klan i angelsaksisk England, hvis territorie var centreret omkring Braughing i det moderne Hertfordshire. Stammens navn betyder "Brahha-folket", hvor Brahha sandsynligvis har været en leder for stammen, eller en virkelig eller mytisk forfader.
Den første skriftlige kilde, der omtaler stammen, er i et charter fra 830'erne eller 840'erne, og deres regio eller administrative territorie har sandsynligvis inkluderet de senere sogne Reed, Barkway, Barley, Nuthampstead, Buckland, Wyddial, Anstey, Throcking, Aspenden, Layston, Great Hormead, Little Hormead, Westmill og Standon, i dalene omkring floderne Rib og Quin. Brahhingas lå oprindeligt i mellemsaksernes område, men det kom under østsaksernes kontrol ret tidligt. Området forblev dog en del af ærkediakoniet Middlesex selv efter det blev en del af Hertfordshire.
Brahhingas-territoriet har haft høj kontinuitet i den præ-saxiske æra. Umiddelbart syd for stammens royal vill i Braughing lå den næststørste romerske by i det moderne Hertfordshire, og ved siden af det lå et jernalder -oppidum. Stedet for den romerske by hedder Wickham Hill,  og navnet kommer af det latinske ord vicus og det oldengelske suffix -ham, der ofte indikerer en kontinuitet mellem romersk- og angelsaksiske bosættelse. Dette tyder på at Brahhingas-territoriet kan være have udviklet sig gradvist fra en tidligere pagus fra Catuvellauni under Romersk Britannien.
Sammen med waeclingas og hicce, var brahhingas var en af de vigtigste stammer i den angelsaksiske periode i det område som senere blev til Hertfordshire, og de centrale steder og områder er blevet vigtige byggesten i den senere administrative struktur i countiet.